# Saint-Remy-Chaussée
 Saint-Remy-Chaussée là một xã ở tỉnh Nord ở miền bắc nước Pháp. Xã này có diện tích 5,17 km², dân số năm 1999 là 467 người. Khu vực này có độ cao trung bình 152 mét trên mực nước biển.